# The Hire

The Hire est une série de courts métrages avec Clive Owen, produit par BMW films, filiale de BMW.
La série débute par cinq courts métrages d'environ huit minutes chacun, uniquement diffusée sur Internet à partir de l'été 2001. Chaque épisode est dirigé par un cinéaste prometteur ou par un cinéaste vétéran. Chaque film a la particularité d'utiliser une automobile BMW et met en scène Clive Owen qui incarne le conducteur. Pour cette raison, la série The Hire est considérée comme étant une publicité. C'est à BMW que l'on doit d'avoir lancé les premiers courts-métrages de fiction commerciale sur Internet. La grande innovation de BMW réside dans les moyens humains, techniques et financiers engagés dans la réalisation de ces courts-métrages. Ainsi, il n'y eut pas moins d'une vingtaine de cascadeurs et un générique de 150 personnes pour l'épisode réalisé par John Woo. La quasi-totalité du budget fut consacrée à la réalisation des films, n'ayant pas ou peu de budget d'achat d'espace.

## Saison 1
La série devient rapidement populaire, si bien que BMW films distribue un DVD gratuit. Les propriétaires de voitures BMW pouvaient également bénéficier d'un DVD avec bonus. Au départ, la promotion du DVD se fait de façon informelle. Quelques copies sont alors distribuées à des concessionnaires automobile BMW et à des magazines automobiles. Plusieurs concessionnaires ignoraient que BMW produisait des courts métrages.
Pour obtenir une copie du DVD, il fallait se rendre sur le site Web de BMW films. Les copies étaient distribuées avec parcimonie, le plus souvent par bouche à oreille, ce qui en faisait des objets rares et précieux. Certains DVD sont mis aux enchères sur eBay. Plus tard, BMW films décide de vendre directement les copies.
Les premières copies incluent les cinq premiers courts métrages de la série.
Par la suite, The Follow a été retiré pour cause de droits d'auteur.
- Ambush
  - 2001 : The Hire: Ambush, de John Frankenheimer
  - The Driver escorte un porteur de diamants et déjoue les manœuvres d'un gang de voleurs meurtriers.
- Chosen
  - 2001 : The Hire: Chosen, d'Ang Lee
  - The Driver protège un enfant asiatique sacré, et une poursuite, rappelant celle du chat et de la souris, survient.
- The Follow
  - 2001 : The Hire: The Follow, de Wong Kar-wai avec Mickey Rourke, Adriana Lima, Forest Whitaker
  - The Driver est engagé par un célébrissime producteur paranoïaque qui veut savoir toutes les allées et venues de sa femme.
- Star
  - 2001 : The Hire: Star, de Guy Ritchie (Madonna y joue le rôle, non crédité, de The Star)
  - The Driver est appelé par un agent d'artistes pour donner une leçon à une chanteuse célèbre et vaniteuse.
- Powder Keg
  - 2001 : The Hire: Powder Keg, d'Alejandro González Iñárritu
  - The Driver est engagé par l'ONU pour sauver un photographe de guerre blessé qui est bloqué dans une zone de conflits en Amérique du Sud.

## Saison 2
En raison du succès des films de la saison 1, BMW films produit trois autres films en 2002 pour la BMW Z4, toujours avec Clive Owen. Les producteurs exécutifs sont Ridley Scott et Tony Scott.
BMW films distribue les huit films en un seul exemplaire DVD, y compris The Follow, partout dans le monde.
Les DVD ne sont plus disponibles depuis le 21 octobre 2005, mais les sites web YouTube et Dailymotion continuent de diffuser The Hire.
- Hostage
  - 2002 : The Hire: Hostage, de John Woo avec Kathryn Morris
  - The Driver est engagé pour sauver un otage enfermée dans le coffre d'une automobile.
  - Fiche IMDb
- Ticker
  - 2002 : The Hire: Ticker, de Joe Carnahan avec Don Cheadle, F. Murray Abraham, Dennis Haysbert, Ray Liotta et Robert Patrick
  - The Driver conduit un diplomate qui transporte un attaché-case au contenu mystérieux et qui est poursuivi par des militants.
  - Fiche IMDb
- Beat The Devil
  - 2002 : The Hire: Beat the Devil, de Tony Scott avec  James Brown, Gary Oldman, Danny Trejo et Marilyn Manson
  - The Driver fait une course automobile contre le diable dans le but de sauver l'âme de James Brown.
  - Fiche IMDb

## Saison 3
En 2016, BMW Films produit un nouveau court-métrage, toujours avec Clive Owen dans le rôle du chauffeur, pour promouvoir la BMW Série 5 2017. Il est posté sur la chaîne Youtube de BMW le 23 octobre 2016.
- The Escape
  - 2016 : The Escape, de Neill Blomkamp avec Jon Bernthal, Dakota Fanning et Vera Farmiga
  - The Driver est engagé pour escorter une jeune fille, Lily, et un mercenaire chargé de la surveiller, Holt. Elle est un enfant cloné et vendue au plus offrant. Sur la route, le Driver décide de la protéger contre Holt et de découvrir qui est le client...
  - Fiche IMDb

## Autour de  la série
- Nissan a tenté de profiter du succès de cette série en produisant aussi un court métrage dans le but de promouvoir la 350Z. Celui-ci est intitulé The Run et est dirigé par John Bruno, et s'inspire des courses automobiles underground vues dans le film Getaway in Stockholm. The Run est diffusé dans les cinémas au moment des publicités en novembre 2002, mais ne devient pas aussi populaire que les courts métrages de la série The Hire. Plusieurs raisons peuvent expliquer ce relatif échec de Nissan comparé au succès de BMW : - Le court métrage de Nissan fut présenté dans les salles de cinéma et bénéficia d'un bouche à oreille plus lent que si une campagne virale sur Internet avait été organisée. - La deuxième raison vient du style du film et des faibles moyens mis en oeuvre. Il s'agit d'une course dans les rues de Prague dans un style particulier qui rappelle les courses automobiles underground de Gateway in Stockholm[2].

Dark Horse Comics a publié un pastiche humoristique de la série.